# Forum des îles du Pacifique
Pour les articles homonymes, voir FIP.

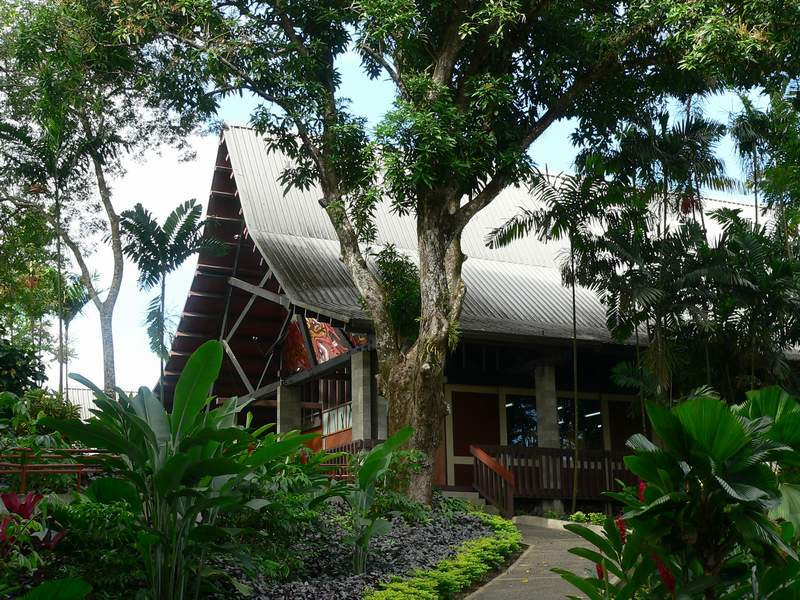
Siège du secrétariat à Suva.

Le Forum des îles du Pacifique (FIP) est une organisation politique internationale de coopération régionale, créée le 5 août 1971 à Wellington, en Nouvelle-Zélande, sous le nom de Forum du Pacifique Sud. Il réunit tous les pays indépendants de l'Océanie, ainsi que la Nouvelle-Calédonie et la Polynésie française (depuis 2016). Le siège de son secrétariat est à Suva (Fidji). Son secrétaire général est Baron Waqa, ancien président de Nauru, depuis juin 2022.
Le budget du Forum est de 5,8 millions d'euros (2003) dont les deux tiers assurés par Canberra et Wellington. Les principaux donateurs sont l'Australie (30 %), la Nouvelle-Zélande (30 %), les États-Unis, le Japon, l'Union européenne, le Canada, le PNUD et la France.
Les secteurs d'activités concernés par les missions du Forum sont l'environnement, les télécommunications, l'aviation civile, l'énergie, la sécurité, le commerce, la pêche et les communications maritimes.
Le Forum comprend également deux agences :
- L'Agence des pêches (Forum Fisheries Agency),
- La Compagnie de navigation maritime (Pacific Forum Line).

## Présentation
Créée en 1971 sous le nom de Forum du Pacifique Sud, l'organisation prend le nom de Forum des îles du Pacifique en octobre 2000. Regroupant dix-sept États indépendants et territoires associés d'Océanie, le Forum est la principale instance de coopération politique dans la région Pacifique. Il n'existe ni charte, ni traité international portant création de cette organisation, ni règle écrite relative à la conduite des réunions. Le Forum accède en 1994 au statut d'observateur auprès de l'Assemblée générale des Nations unies.
Chaque année, l'organisation se réunit au niveau des chefs de gouvernement pour déterminer par consensus les positions d'une communauté océanienne très composite. Un secrétariat général, basé à Suva, fait office d'organe de liaison permanent.
Le sommet d'Auckland d'août 2003, axé sur la bonne gouvernance et la sécurité régionale, a aussi pour but l'élection du nouveau secrétaire général. Rompant avec la tradition d'un secrétaire général ressortissant d'un des petits États insulaires, l'Australie parvient à faire élire un de ses ressortissants, M. Greg Urwin, à la tête de l'organisation.
Le secrétaire général est désigné par la conférence des chefs de gouvernement pour une période de 3 ans renouvelables. De décembre 2014 à février 2021, la fonction est occupée par Meg Taylor. Le 4 février 2021, Henry Puna, ancien Premier ministre des Îles Cook, est élu secrétaire général du Forum à sa succession, par neuf voix contre huit pour Gerald Zackios, l'ambassadeur des Îles Marshall aux États-Unis. Il entre en fonction le 17 mai. Élu à sa succession malgré les controverses qui l'entourent en matière de violations de droits de l'Homme et d'attaques contre l'indépendance de la justice dans son pays, l'ancien président de Nauru Baron Waqa devient secrétaire général du Forum le 4 juin 2024.

## Membres et autres statuts

### Membres

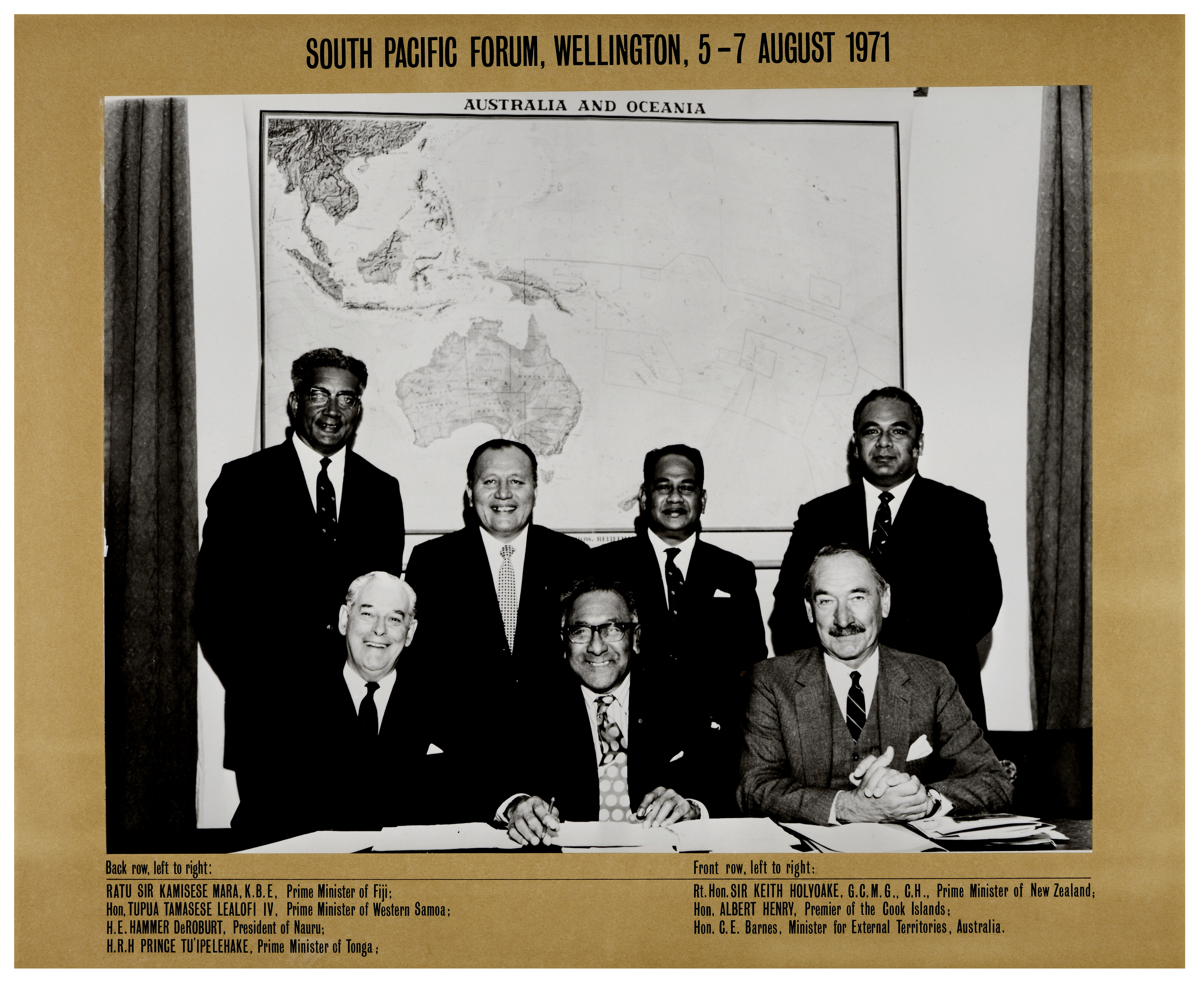
Réunion inaugurale du Forum en août 1971.

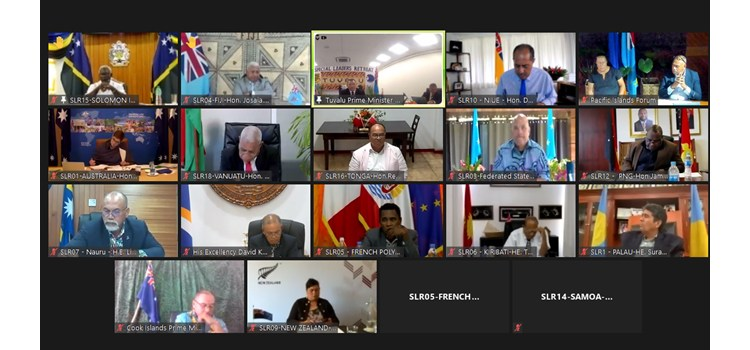
Réunion virtuelle du Forum en février 2021, durant la pandémie de Covid-19.

Bien qu'elles ne soient pas des États souverains, la Nouvelle-Calédonie et la Polynésie française sont admises comme membres à part entière par décision des autres membres le 10 septembre 2016, :
- Australie
- Îles Cook
- Fidji
- Kiribati
- Îles Marshall
- États fédérés de Micronésie
- Nauru
- Niue
- Nouvelle-Calédonie
- Nouvelle-Zélande
- Palaos
- Papouasie-Nouvelle-Guinée
- Polynésie française
- Îles Salomon
- Samoa
- Tonga
- Tuvalu
- Vanuatu

### Membres associés
- Guam
- Samoa américaines
- Tokelau
- Wallis-et-Futuna

### Observateurs
- Îles Mariannes du Nord
- Timor oriental

- Banque asiatique de développement
- Banque mondiale
- Commonwealth
- Commission des pêches du Pacifique occidental et central (en)
- Organisation des Nations unies

### Partenaires duDialogue Post-Forum
- Allemagne
- Canada
- Chili (depuis 2021)
- Chine
- Corée du Sud
- Cuba
- Espagne
- États-Unis
- France
- Italie
- Inde
- Indonésie
- Japon
- Malaisie
- Norvège (depuis 2021)
- Philippines
- Royaume-Uni
- Singapour (depuis 2021)
- Thaïlande
- Turquie
- Union européenne

### Partenaire de développement
- Taïwan

### Cas des Fidji (2009-2013)
La participation des Fidji à l'organisation est suspendue à partir du 1er mai 2009, en raison de la suspension de la démocratie dans ce pays. La suspension est levée en 2014, à la suite d'élections démocratiques dans le pays. Le premier ministre fidjien Frank Bainimarama boycotte toutefois le Forum, exigeant que l'Australie et la Nouvelle-Zélande en soient exclues. Il ne participe à nouveau aux sommets du Forum qu'à partir de celui de 2019 à Funafuti.

### Retrait avorté des États micronésiens puis retrait des Kiribati (2022)
Lorsque début février 2021 les dirigeants des États membres élisent le Polynésien Henry Puna à la fonction de secrétaire général, les cinq États membres micronésiens protestent, estimant que le poste devait revenir au candidat de leur région, Gerald Zackios, par principe de rotation. Accusant les pays du Pacifique Sud de manquer de considération pour la Micronésie, le gouvernement paluan du président Surangel Whipps Jr. annonce le retrait des Palaos du Forum, le processus de retrait devant être enclenché fin février,. Le 8 février, les présidents des quatre autres États micronésiens -Lionel Aingimea pour Nauru, David Panuelo pour les États fédérés de Micronésie, Taneti Maamau pour les Kiribati, et David Kabua pour les Îles Marshall- se joignent à lui pour annoncer conjointement qu'ils enclencheront chacun la procédure de retrait de leur pays de l'organisation,.
Le 26 avril, en visioconférence, Dame Meg Taylor ainsi que le Premier ministre de Papouasie-Nouvelle-Guinée James Marape, le Premier ministre des Fidji Frank Bainimarama et le Premier ministre des Samoa Tuila'epa Sa'ilele Mailielegaoi présentent leurs excuses aux dirigeants micronésiens pour cette crise. Les États micronésiens boycottent néanmoins la session du Forum d'août 2021, et confirment qu'ils se retireront formellement du Forum en février 2022 à moins que leur candidat ne devienne secrétaire général de l'organisation.
En février 2022, les chefs d'État des cinq États micronésiens annoncent qu'ils suspendent leur retrait de l'organisation. Les cinq présidents s'accordent à proposer des réformes au Forum, et demandent au Forum de les adopter au mois de juin au plus tard. Le 7 juin, à la suite d'une médiation menée par les Fidji et la Nouvelle-Zélande, les dirigeants des États micronésiens confirment qu'ils demeureront membres du Forum. En contrepartie, ils obtiennent l'institutionnalisation d'une rotation du poste de secrétaire-général entre la Micronésie, la Mélanésie et la Polynésie, la garantie que le poste revienne à un candidat micronésien en 2024, et la création d'un poste de commissaire aux affaires maritimes dont le siège sera dans un État micronésien et dont le premier titulaire sera un Micronésien.
Le 9 juillet, toutefois, à deux jours du début d'un sommet du Forum aux Fidji, le président gilbertin Taneti Maamau annonce que les Kiribati n'ont pas signé cet accord et que son pays se retire immédiatement du Forum. Son gouvernement avait refusé de participer à toutes les discussions visant à désamorcer la crise. Le président des États fédérés de Micronésie, David Panuelo, indique que ses homologues micronésiens (marshallais, paluan et nauruan) et lui-même sont « surpris » par la décision du président Maamau, qui a refusé toutes leurs invitations à la discussion, ainsi que celles du Premier ministre fidjien Frank Bainimarama.
Le 24 février 2023, les Kiribati redeviennent membre du Forum, et Taneti Maamau participe au sommet du Forum.

## Choix d'un secrétaire général en 2023
À la suite du retrait avorté des États membres micronésiens (voir ci-dessus), les États membres du Forum s'accordent en 2022 pour que les États micronésiens choisissent entre eux le prochain secrétaire général du Forum. Ces cinq États (Kiribati, États fédérés de Micronésie, îles Marshall, Nauru, Palaos) choisissent en février 2023 Baron Waqa, anciennement président de la république de Nauru de 2013 à 2019. Lors du sommet du Forum en novembre 2023, la Première ministre des Samoa, Fiame Naomi Mata'afa, soulève ses inquiétudes quant à ce choix, rappelant les atteintes commises par le président Waqa contre l'indépendance de la justice, l'État de droit et les droits de l'homme à Nauru, ainsi que les soupçons de corruption qui pèsent sur lui. Elle demande que soit rediscutée l'attribution du poste de secrétaire-général du Forum. En réaction, le président de Nauru, David Adeang, ancien homme fort du gouvernement Waqa, quitte le sommet avec la délégation de son pays, pour protester,,. Les présidents des États micronésiens ayant réaffirmé leur soutien à Baron Waqa, le Forum entérine son élection le 10 novembre. Il entre en fonction comme secrétaire général en juin 2024.

## Relations avec la France
Les relations avec la France ont souvent été difficiles voire houleuses, car le Forum est issu de l'opposition des pays de la région aux essais nucléaires français. Le Forum du Pacifique Sud a servi de cadre à l'adoption du traité de Rarotonga, le 6 août 1985, instaurant une zone dénucléarisée en Océanie. Mais en septembre 1995, la France a été représentée pour la première fois à un niveau ministériel dans le cadre du Dialogue Post-Forum de Port Moresby. Le Forum a néanmoins suspendu le statut de la France de « partenaire du dialogue » le 8 octobre 1995, en rétorsion à la reprise des essais nucléaires. Après la signature française des protocoles de Rarotonga le 25 mars 1996, le sommet de Majuro en septembre 1996 a décidé de réintégrer la France. Lors de la réunion France-Océanie de Papeete, le 28 juillet 2003, Jacques Chirac a rencontré le président fidjien du Forum et son secrétaire général adjoint. En 2003, le Forum a invité les territoires français du Pacifique à adhérer à l'accord de libre-échange entre les États du Pacifique Sud (PICTA).
En 2006, les changements de statuts des collectivités territoriales françaises, soutenus par la France, avaient obtenu un agrément de principe des dirigeants océaniens lors notamment du second sommet France-Océanie, qui s'était déroulé le 26 juin 2006 à Paris, sous la présidence de Jacques Chirac. Les réactions françaises à ces changements sont d'une extrême satisfaction : l'ambassadeur Patrick Roussel, Secrétaire permanent pour le Pacifique, qui fait partie d'une délégation française conduite par Richard Samuel, directeur de cabinet du ministre français de l'Outre-mer, François Baroin, s'est félicité de cette décision des dirigeants du Forum. « Je crois qu'on peut dire que 2006 est un très bon cru. La réaction, c'est que nous accueillons évidemment avec une grande satisfaction l'admission comme membre associé de la Polynésie française et de la Nouvelle-Calédonie. Et pour Wallis-et-Futuna, nous sommes d'autant plus contents que nous avions eu quelques craintes que le processus demande un petit peu plus de temps. Mais nous n'avions pas de doute sur l'issue. » Concernant une demande de la France pour un statut de partenaire privilégié avec Forum, cette organisation régionale n'en fait pas mention dans son communiqué final. « Cette question n'apparaît pas et nous allons donc en discuter dans les deux jours qui viennent avec nos partenaires du Forum (dans le cadre du traditionnel dialogue post-Forum). L'Union européenne, bien entendu, fera de même de son côté », a indiqué le diplomate français.
En 2016, la Nouvelle-Calédonie et la Polynésie française obtiennent le statut de membres à part entière.